# Luigi Cocilovo
Luigi Cocilovo (Palermo, 7 ottobre 1947) è un politico e sindacalista italiano.

## Biografia
Laureato in giurisprudenza, è stato in segreteria nazionale della CISL dal 1989 al 1999, componente del CNEL dal 1993 al 1997.
Esponente del Partito Popolare Italiano, venne eletto nel 1999 al Parlamento europeo, ove aderì alla Delegazione DCI-PPE, guidata da Guido Bodrato.
Con la nascita di Democrazia Europea nel 2001, seguì Sergio D'Antoni nell'esperienza centrista uscendo dal PPI. Non condividendo poi la scelta di Democrazia Europea di confluire nell'UDC, entrò nella Margherita ove il PPI si era nel frattempo sciolto.
Alle elezioni amministrative del 2003 si candida a presidente della Provincia di Palermo, appoggiato da una coalizione di centro-sinistra formata dalle liste: La Margherita, Democratici di Sinistra, Partito della Rifondazione Comunista, Unione Democratici per l'Europa, Federazione dei Verdi, Partito dei Comunisti Italiani, Italia dei Valori, Socialisti Democratici Italiani, Partito Pensionati e la lista civica "Primavera Siciliana". Alla tornata elettorale viene sconfitto al primo turno, ottenendo il 36,56% dei voti, contro il candidato centro-destra Francesco Musotto.
Rieletto eurodeputato nel 2004 con 158.000 preferenze, sotto le insegne di Uniti nell'Ulivo, di cui era capolista nella circoscrizione Isole. 
Eletto vicepresidente del Parlamento Europeo, ha aderito al Partito Democratico Europeo, copresieduto da François Bayrou e da Francesco Rutelli, ed è stato iscritto al gruppo dell'ALDE.
Nel Parlamento europeo è stato membro della Commissione per l'occupazione e gli affari sociali; della Commissione per i trasporti e il turismo; della Delegazione alla Commissione di Cooperazione Parlamentare UE-Kazakistan, UE-Kirghizistan, UE-Uzbekistan e per le relazioni con il Tagikistan, il Turkmenistan e la Mongolia; della Delegazione all'Assemblea parlamentare Euromediterranea.

## Vicende giudiziarie
Nel 2001 è stato processato per aver ricevuto dall'imprenditore Domenico Mollica una tangente da 350 milioni per scongiurare degli scioperi della CISL. Dalla sentenza «Risulta confermato che il contributo fu realmente consegnato». Mollica viene condannato a 3 anni per corruzione. Cocilovo viene assolto perché Mollica, che aveva confessato la vicenda al giudice, si rifiuta di ripeterla in aula in sede di processo. «Sull'apparente contradditorietà della sentenza andrebbero chieste spiegazioni ai giudici. E comunque io credo che non sia affatto aberrante l'assoluzione di Cocilovo, piuttosto lo è la condanna di Mollica».